# Lemma di Fatou
In matematica, il lemma di Fatou è un lemma che stabilisce una disuguaglianza tra l'integrale di Lebesgue del limite inferiore di una successione di funzioni e il limite inferiore degli integrali di queste funzioni. Il lemma porta il nome del matematico francese Pierre Fatou (1878 - 1929).
Il lemma di Fatou può essere usato per dimostrare il teorema di Fatou-Lebesgue e il teorema della convergenza dominata di Lebesgue.

## Enunciato del lemma di Fatou
Se {\displaystyle f_{1},f_{2},\dots } è una successione di funzioni non negative e misurabili definite su uno spazio di misura {\displaystyle (S,\Sigma ,\mu )}, allora:
{\displaystyle \int _{S}\liminf _{n\to \infty }f_{n}\,d\mu \leq \liminf _{n\to \infty }\int _{S}f_{n}\,d\mu }

### Dimostrazione
Il lemma di Fatou viene qui dimostrato usando il teorema della convergenza monotona.
Sia {\displaystyle f} il limite inferiore della successione {\displaystyle f_{n}}. Per ogni intero {\displaystyle k} si definisca la funzione:
{\displaystyle g_{k}=\inf _{n\geq k}f_{n}}
cioè:
{\displaystyle g_{1}=\inf {\left\{f_{1},f_{2},f_{3},\dots \right\}}}
{\displaystyle g_{2}=\inf {\left\{f_{2},f_{3},f_{4},\dots \right\}}}
{\displaystyle \dots }
{\displaystyle g_{n}=\inf {\left\{f_{n},f_{n+1},f_{n+2},\dots \right\}}}
{\displaystyle \dots }
Allora la successione {\displaystyle g_{k}} è tale che:
{\displaystyle 0\leq g_{1}\leq g_{2}\dots \leq g_{n}\dots \qquad g_{k}\uparrow \liminf _{n\to \infty }f_{n}\qquad g_{k}\leq f_{k}\qquad \forall k\in \mathbb {N} }
Se {\displaystyle k\leq n}, allora {\displaystyle g_{k}\leq f_{n}}, dunque:
{\displaystyle \int _{S}g_{k}\,d\mu \leq \int _{S}f_{n}\,d\mu }
quindi:
{\displaystyle \int _{S}g_{k}\,d\mu \leq \inf _{n\geq k}\int _{S}f_{n}\,d\mu }
Per il teorema della convergenza monotona e per la definizione di limite inferiore, utilizzando anche l'ultima disuguaglianza, segue che:
{\displaystyle \int _{S}\liminf _{n\to \infty }f_{n}\,d\mu =\lim _{k\to \infty }\int _{S}g_{k}\,d\mu \leq \lim _{k\to \infty }\inf _{n\geq k}\int _{S}f_{n}\,d\mu =\liminf _{n\to \infty }\int _{S}f_{n}\,d\mu }

## Esempi nel caso di disuguaglianza stretta
Si definisca sullo spazio {\displaystyle S} una σ-algebra di Borel con la misura di Lebesgue.
- Si consideri l'intervallo unitario {\displaystyle S:=[0,1]}, e per ogni intero positivo {\displaystyle n} si definisca:

{\displaystyle f_{n}(x)={\begin{cases}n&{\mbox{per }}x\in (0,1/n)\\0&{\mbox{altrimenti}}\end{cases}}}
- Sia {\displaystyle S:={\mathbb {R} }} l'insieme dei numeri reali e si definisca:

{\displaystyle f_{n}(x)={\begin{cases}\displaystyle {\frac {1}{n}}&{\mbox{per }}x\in [0,n]\\\\0&{\mbox{altrimenti}}\end{cases}}}
Queste successioni {\displaystyle (f_{n})_{n\in \mathbb {N} }} convergono su {\displaystyle S} puntualmente (rispettivamente uniformemente) alla funzione nulla (con integrale nullo), ma ogni {\displaystyle f_{n}} ha integrale uguale a {\displaystyle 1}.

## Inverso del lemma di Fatou
Sia {\displaystyle f_{1},f_{2},\dots } una successione di funzioni misurabili con valori appartenenti a {\displaystyle \mathbb {R} } esteso definita su uno spazio di misura {\displaystyle (S,\Sigma ,\mu )}. Se esiste una funzione non negativa {\displaystyle g}, misurabile e con {\displaystyle \textstyle \int _{S}g\,d\mu <\infty } su {\displaystyle S}, tale che {\displaystyle f_{n}\leq g} per ogni n, allora:
{\displaystyle \int _{S}\limsup _{n\to \infty }f_{n}\,d\mu \geq \limsup _{n\to \infty }\int _{S}f_{n}\,d\mu }
Per avere la dimostrazione di questo risultato, si applichi il lemma di Fatou alla successione non negativa data da {\displaystyle g-f_{n}}.

## Estensioni e varianti del Lemma di Fatou

### Estremo inferiore integrabile
Sia {\displaystyle f_{1},f_{2},\dots } una successione di funzioni misurabili a valori in {\displaystyle \mathbb {R} } esteso definita su uno spazio di misura {\displaystyle (S,\Sigma ,\mu )}. Se esiste una funzione non negativa e integrabile {\displaystyle g} su {\displaystyle S} tale che {\displaystyle f_{n}\geq -g} per ogni n, allora:
{\displaystyle \int _{S}\liminf _{n\to \infty }f_{n}\,d\mu \leq \liminf _{n\to \infty }\int _{S}f_{n}\,d\mu }
Per la dimostrazione, si applichi il lemma di Fatou alla successione non negativa data da {\displaystyle g+f_{n}}.

### Convergenza puntuale
Se la successione {\displaystyle f_{1},f_{2},\dots } appena presentata converge puntualmente ad una funzione {\displaystyle f} quasi ovunque su {\displaystyle S}, allora:
{\displaystyle \int _{S}f\,d\mu \leq \liminf _{n\to \infty }\int _{S}f_{n}\,d\mu }
Infatti, si osservi che {\displaystyle f} ha lo stesso limite inferiore delle {\displaystyle f_{n}} quasi ovunque, e che i valori della funzione integranda su un insieme di misura nulla non influenzano il valore dell'integrale.

### Convergenza in misura
L'ultima affermazione vale anche se la successione {\displaystyle f_{1},f_{2},\dots } converge in misura ad una funzione {\displaystyle f}. Infatti, esiste una sottosuccessione tale che:
{\displaystyle \lim _{k\to \infty }\int _{S}f_{n_{k}}\,d\mu =\liminf _{n\to \infty }\int _{S}f_{n}\,d\mu }
Poiché questa sottosuccessione converge anche in misura a {\displaystyle f}, esiste una nuova successione, che converge puntualmente a {\displaystyle f} quasi ovunque, quindi la precedente variante del lemma di Fatou è applicabile a questa successione.

## Lemma di Fatou per il valore atteso condizionato
Nella teoria della probabilità le precedenti versioni del lemma di Fatou sono applicabili alle successioni di variabili casuali {\displaystyle X_{1},X_{2},\dots } definite su uno spazio di probabilità {\displaystyle (\Omega ,\,{\mathcal {F}},\,\mathbb {P} )}, con gli integrali che diventano i valori attesi. Inoltre, esiste anche una versione per i valori attesi condizionati.
Sia {\displaystyle X_{1},X_{2},\dots } una successione di variabili casuali non negative definite su uno spazio di probabilità {\displaystyle (\Omega ,{\mathcal {F}},\mathbb {P} )} e sia {\displaystyle {\mathcal {G}}\,\subset \,{\mathcal {F}}} una sotto-σ-algebra. Allora:
{\displaystyle \mathbb {E} {\Big [}\liminf _{n\to \infty }X_{n}\,{\Big |}\,{\mathcal {G}}{\Big ]}\leq \liminf _{n\to \infty }\,\mathbb {E} [X_{n}|{\mathcal {G}}]}
quasi certamente. Si nota che il valore atteso condizionato per le variabili casuali non negative è sempre ben definito.

### Dimostrazione
Attraverso un cambio di notazione, la dimostrazione è molto simile a quella utilizzata per provare il lemma di Fatou, tuttavia deve essere applicato il teorema della convergenza monotona per il valore atteso condizionato.
Sia {\displaystyle X} il limite inferiore di {\displaystyle X_{n}}. Per ogni intero {\displaystyle k} si definisca la variabile:
{\displaystyle Y_{k}=\inf _{n\geq k}X_{n}}
Allora la successione {\displaystyle Y_{1},Y_{2},\dots } è crescente e converge puntualmente a {\displaystyle X}.
Per {\displaystyle k\leq n}, si ha {\displaystyle Y_{k}\leq Y_{n}}, e quindi:
{\displaystyle \mathbb {E} [Y_{k}|{\mathcal {G}}]\leq \mathbb {E} [X_{n}|{\mathcal {G}}]}
quasi certamente per la monotonia della probabilità condizionata, dunque:
{\displaystyle \mathbb {E} [Y_{k}|{\mathcal {G}}]\leq \inf _{n\geq k}\mathbb {E} [X_{n}|{\mathcal {G}}]}
quasi certamente, poiché l'unione numerabile degli insiemi notevoli aventi probabilità nulla è ancora l'insieme vuoto.
Usando la definizione di {\displaystyle X}, la sua rappresentazione come limite puntuale di {\displaystyle Y_{k}}, il teorema della convergenza monotona per la probabilità condizionata, l'ultima disuguaglianza, e la definizione di limite inferiore, segue che:
{\displaystyle {\begin{matrix}\mathbb {E} {\Big [}\liminf _{n\to \infty }X_{n}\,{\Big |}\,{\mathcal {G}}{\Big ]}&=\mathbb {E} [X|{\mathcal {G}}]=\mathbb {E} {\Big [}\lim _{k\to \infty }Y_{k}\,{\Big |}\,{\mathcal {G}}{\Big ]}=\lim _{k\to \infty }\mathbb {E} [Y_{k}|{\mathcal {G}}]\\&\leq \lim _{k\to \infty }\inf _{n\geq k}\mathbb {E} [X_{n}|{\mathcal {G}}]=\liminf _{n\to \infty }\,\mathbb {E} [X_{n}|{\mathcal {G}}]\end{matrix}}}
quasi certamente.

### Estensione a parti negative uniformemente integrabili
Sia {\displaystyle X_{1},X_{2},\dots } una successione di variabili casuali su uno spazio di probabilità {\displaystyle (\Omega ,{\mathcal {F}},\mathbb {P} )} e sia {\displaystyle {\mathcal {G}}\,\subset \,{\mathcal {F}}} una sotto σ-algebra. Se le parti negative:
{\displaystyle X_{n}^{-}:=\max\{-X_{n},0\}\qquad n\in {\mathbb {N} }}
sono uniformemente integrabili rispetto al valore atteso condizionato, nel senso che per {\displaystyle \varepsilon >0} esiste  {\displaystyle c>0} tale che:
{\displaystyle \mathbb {E} {\bigl [}X_{n}^{-}1_{\{X_{n}^{-}>c\}}\,|\,{\mathcal {G}}{\bigr ]}<\varepsilon \qquad \forall n\in \mathbb {N} }
quasi certamente, allora:
{\displaystyle \mathbb {E} {\Bigl [}\liminf _{n\to \infty }X_{n}\,{\Big |}\,{\mathcal {G}}{\Bigr ]}\leq \liminf _{n\to \infty }\,\mathbb {E} [X_{n}|{\mathcal {G}}]}
quasi certamente. Si nota che nell'insieme in cui il limite:
{\displaystyle X:=\liminf _{n\to \infty }X_{n}}
soddisfa:
{\displaystyle \mathbb {E} [\max\{X,0\}\,|\,{\mathcal {G}}]=\infty }
il membro a sinistra dell'ultima disuguaglianza è considerato infinito. Il valore atteso condizionato del limite superiore può non essere ben definito su questo insieme a causa del fatto che il valore atteso condizionato della parte negativa può anche essere infinito.

#### Dimostrazione
Sia {\displaystyle \varepsilon >0}. A causa dell'uniforme integrabilità rispetto al valore atteso condizionato esiste {\displaystyle c>0} tale che:
{\displaystyle \mathbb {E} {\bigl [}X_{n}^{-}1_{\{X_{n}^{-}>c\}}\,|\,{\mathcal {G}}{\bigr ]}<\varepsilon \qquad \forall n\in \mathbb {N} }
quasi certamente. Dato che:
{\displaystyle X+c\leq \liminf _{n\to \infty }(X_{n}+c)^{+}}
dove {\displaystyle x^{+}:=\max\{x,0\}} denota la parte positiva di {\displaystyle x\in \mathbb {R} }, la monotonia del valore atteso condizionato e la versione standard del lemma implicano che:
{\displaystyle \mathbb {E} [X\,|\,{\mathcal {G}}]+c\leq \mathbb {E} {\Bigl [}\liminf _{n\to \infty }(X_{n}+c)^{+}\,{\Big |}\,{\mathcal {G}}{\Bigr ]}\leq \liminf _{n\to \infty }\mathbb {E} [(X_{n}+c)^{+}\,|\,{\mathcal {G}}]}
quasi certamente. Dal momento che:
{\displaystyle (X_{n}+c)^{+}=(X_{n}+c)+(X_{n}+c)^{-}\leq X_{n}+c+X_{n}^{-}1_{\{X_{n}^{-}>c\}}}
si ha:
{\displaystyle \mathbb {E} [(X_{n}+c)^{+}\,|\,{\mathcal {G}}]\leq \mathbb {E} [X_{n}\,|\,{\mathcal {G}}]+c+\varepsilon }
quasi certamente, e quindi:
{\displaystyle \mathbb {E} [X\,|\,{\mathcal {G}}]\leq \liminf _{n\to \infty }\mathbb {E} [X_{n}\,|\,{\mathcal {G}}]+\varepsilon }
quasi certamente. Questo prova l'asserto.